# Dorfkirche Benzingerode

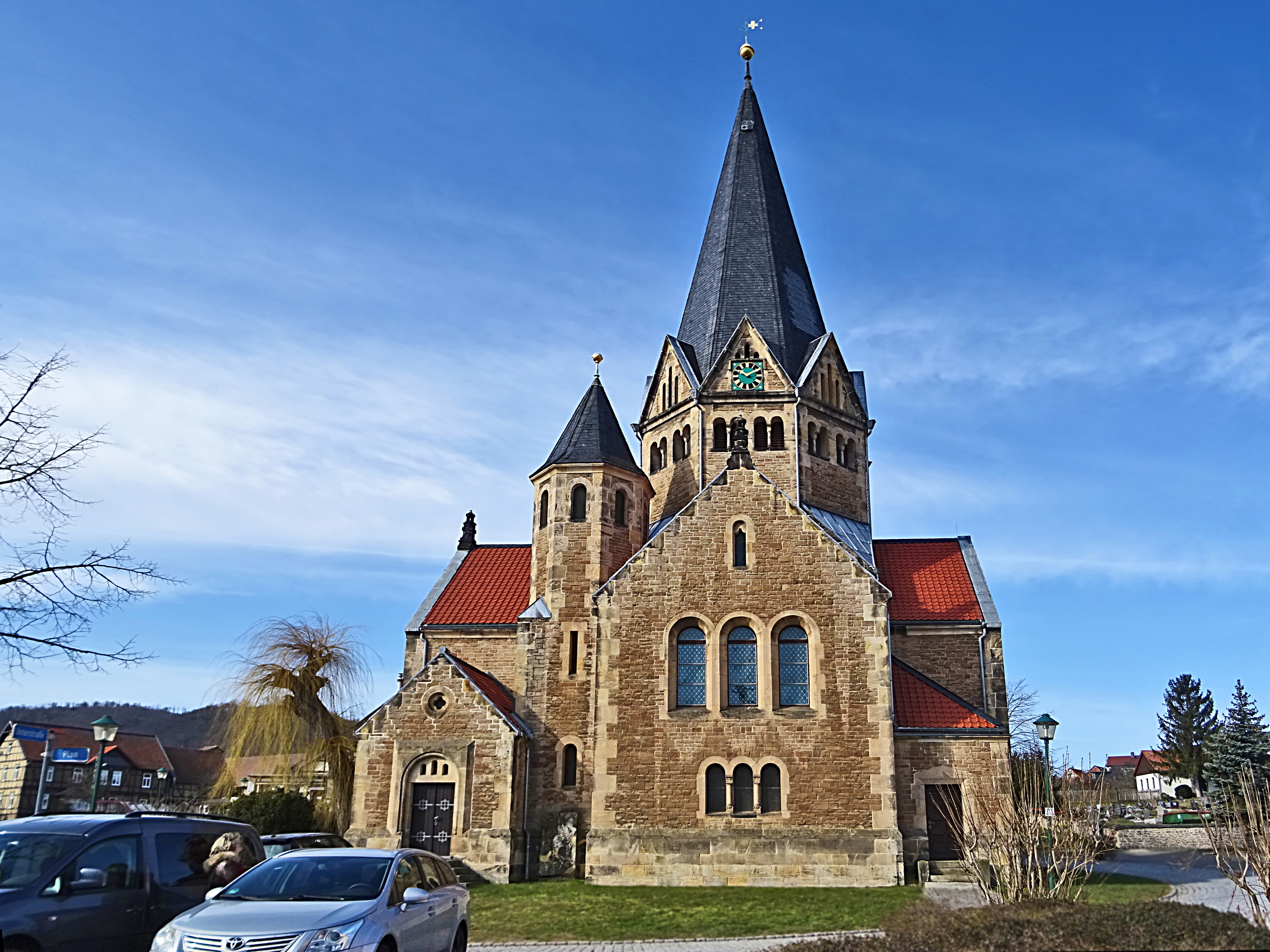
Erlöserkirche Benzingerode

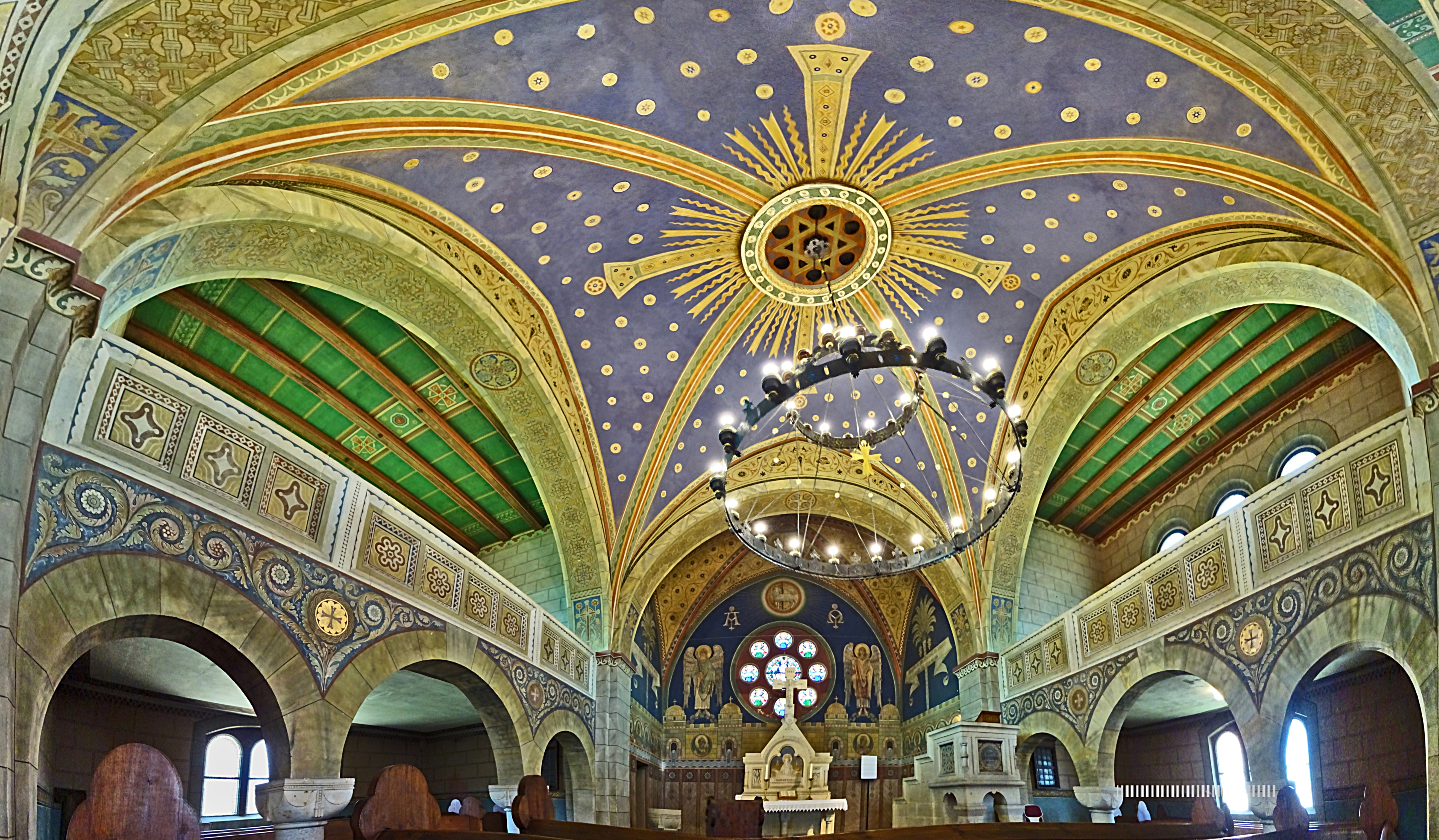
Innenraum-Panorama

Die Dorfkirche Benzingerode ist die evangelische Kirche des zur Stadt Wernigerode gehörenden Dorfes Benzingerode in Sachsen-Anhalt. Die Kirche gehört zum Pfarrverband Heimburg in der Propstei Bad Harzburg der Evangelisch-lutherischen Landeskirche in Braunschweig.

## Architektur und Geschichte

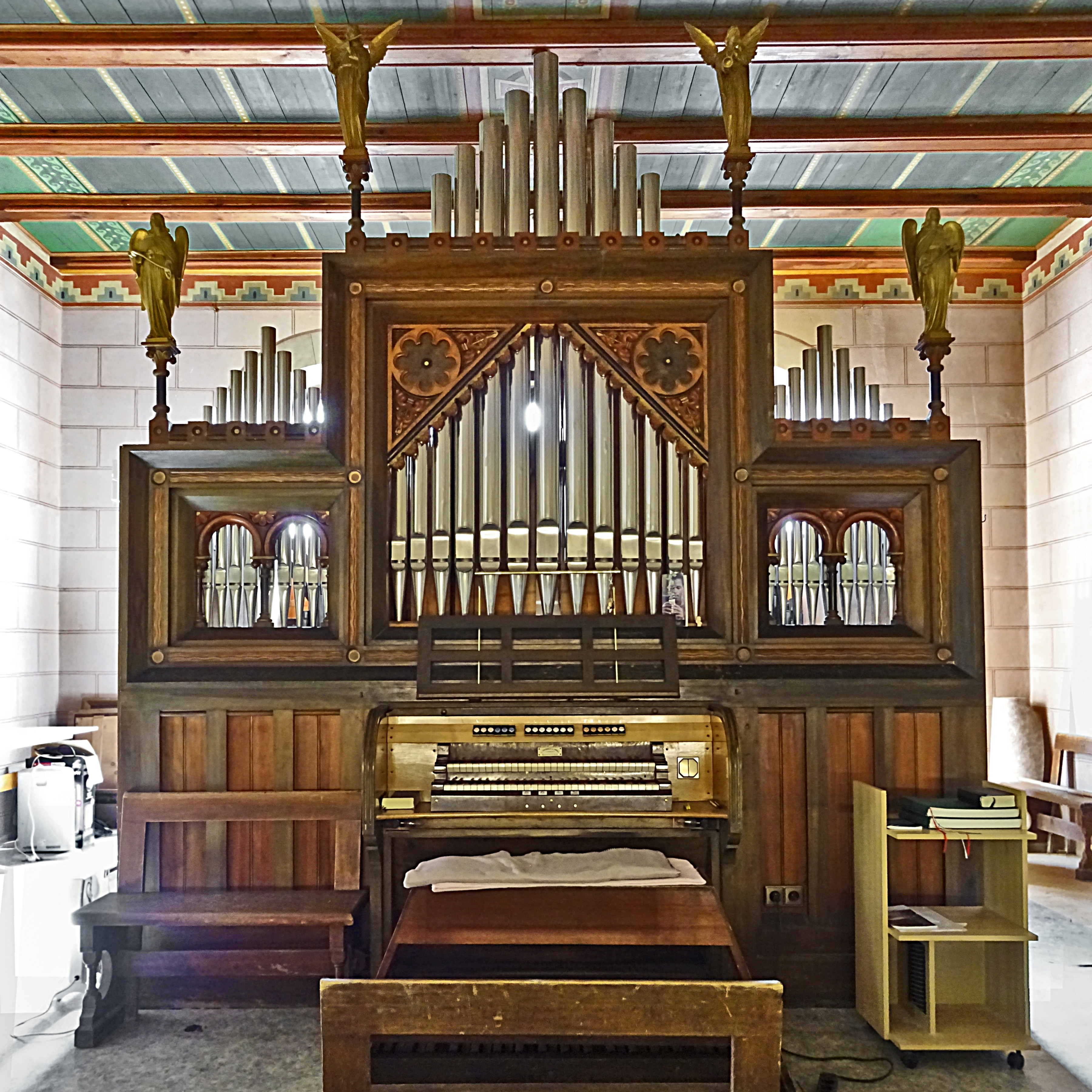
Orgel von Furtwängler & Hammer

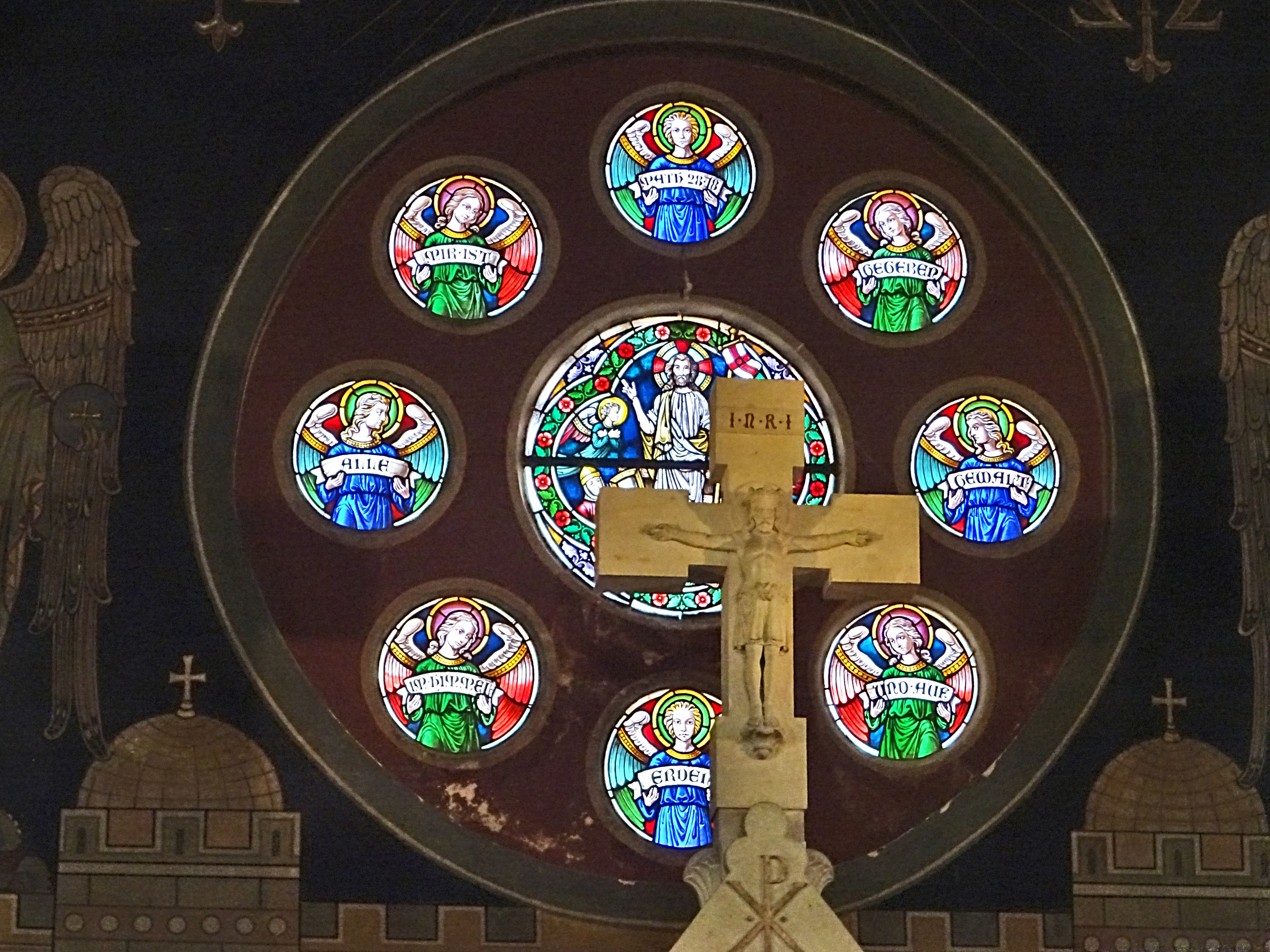
Buntglasfenster

Die Kirche entstand 1902–1903 nach Plänen des Braunschweiger Architekten Johann Pfeifer, weil ihr Vorgängerbau erhebliche Bauschäden aufwies. Am 11. März 1902 wurde mit dem Bau begonnen, am 8. November 1903 erfolgte ihre Einweihung.
Sie wurde im Stil der Neoromanik in der Form eines Zentralbaus auf kreuzförmigen Grundriss errichtet. Darin wirkt sie wie im 1:10-Format der Kaiser-Wilhelm-Gedächtniskirche in Berlin nachgebildet, die ihrerseits wiederum formale Anleihen der gotischen Marienkirche in Gelnhausen trägt.
Als Baumaterial dienten regelmäßig behauene Steinquader. Das Gebäude ist unverputzt. Das Erscheinungsbild wird durch den über der Vierung thronenden achteckigen Turm dominiert, der von einem hohen Helm bekrönt wird. Kleinere als Treppenhaus dienende Türme sind in den Zwickeln zwischen dem westlichen Kreuzarm und dem Querhaus eingefügt.
Die Innenräume wurden durch den Braunschweiger Hof- und Dekorationsmaler Adolf Quensen gestaltet. Dies betrifft neben den Wandflächen auch die in der Vierung und im Altarraum bestehenden Gewölbe. Im Altarraum wird die Offenbarung des Johannes dargestellt. Andere Bilder stellen einen Apostelzyklus dar, sonst beschränkt sich die Ausmalung auf lediglich dekorative Schablonenmalerei. Im nördlichen und im südlichen Kreuzarm befinden sich Emporen über den Rundbogenarkaden. Die von der Werkstatt Furtwängler & Hammer hergestellte Orgel steht auf der westlichen Empore. Sie stammt aus dem Jahr 1903 und verfügt über 14 Register, die auf zwei Manuale und Pedal verteilt sind.
Bemerkenswert sind auch die Farbverglasungen und ein um 1761 entstandenes Epitaph in der Vorhalle für die Kinder von Hans Schmitt.
Südöstlich der Kirche entstand 1920 das Kriegerdenkmal Benzingerode.